# Натчезки народи
Натчезките народи са група от коренното население на югоизточните Съединени американски щати, които споделят еднакви език, култура, традиции и начин на живот. Езикът на тези народи е класифициран като език натчез – изолат, който не е свързан с останалите езици на Северна Америка.
Преди контакта с европейците в областта около устието на Ред Ривър и на север до устието на Биг Блек Ривър, от двете страни на Мисисипи живеят три групи от местното население на Югоизтока, тясно свързани езиково и културно помежду си. Тези три групи – натчези, таенза и авойел са наследници на местната култура Плакмайн, която е част от по-голямата култура Мисисипи.

## Праистория
Хората Плакмайн са известни с йерархично построените си общества, изграждането на сложни насипни работи, строежа на могили и интензивното земеделие. Според археологическите доказателства хората Плакмайн са дошли в района около 700 г. До около 1500 г. културата Плакмайн навлиза в последна фаза от своето развитие и част от нея става достояние на първите европейци, които идват в региона. През 1542 г. експедицията на Ернандо де Сото се натъква на силен народ в долината на Мисисипи, който Де Сото нарича „Кигуалтам“, по името на главния им вожд. Това е и първото споменаване на народите натчез. Срещата с Де Сото е кратка и враждебна. В следващите около 140 години никой европеец не посещава района. Когато идват французите през 1682 г. от силния народ на Де Сото са останали малцина. Френските изследователи се срещат с едно развито общество и култура, които са доста по-различни от тези на северните племена, които познават и не предполагат, че може да съществуват на Американския континент.

## Култура
Обществото на натчезките народи е строго йерархично, делящо се на класи – благородници и обикновени хора, с развита кланова система по майчина линия. Особеното е, че начело на йерархията стои абсолютен владетел почитан като бог и наричан Велико Слънце. За него и семейството му се грижат стотици хора и когато Слънцето умре всички те се самоубиват. Роднините на тези, които избират ритуалното самоубийство, за да придружат своя владетел в отвъдното моментално повишават своя статус. Понякога майки жертват своите бебета в тези церемонии. Това се счита за голяма чест за майката и тя също получава специален статут. Всеки може да се издигне или повиши своя статус по някакви заслуги, но въпреки че преминават към висшата класа те са на по-ниско ниво от кралската аристокрация и благородниците.
Позицията на Великото Слънце е наследствена. Той е абсолютен монарх, но властта му се ограничава от неговите способности и от уважението към мнението на Съвета. Неговите братя и чичовци са наричани Малки Слънца или просто Слънца. Измежду техните редици са избирани военачалник и главен жрец. Другата част от обществото се грижи за нивите, строи могили и извършва всякаква друга работа и тяхно задължение е да се грижи за Слънцата и Великото Слънце. Между класите се съблюдават сложни начини на поведение и реч.
Натчезките народи имат богат и сложен церемониален и религиозен живот. За върховно божество е считано Слънцето. Хората вярват, че неговият син дава културата на племето. За негов наследник на Земята се счита Великото Слънце. Той носи корона от пера на жерав и стои на богато украсен трон. Ръководи някои церемонии и се моли на Слънцето всяка сутрин. Повечето от церемониите се провеждат на голям площад в центъра на селото. До него е построен главния храм, в който постоянно гори огън поддържан от 8 души свещеници. Вратата на храма винаги е от източната страна, а покривът му е украсен с дърворезба с три боядисани в червено птици. Също до площада се издига и домът на Великото Слънце. И той и храмът са построени на високи могили.
Повечето церемонии са свързани със земеделието и са ръководени от Слънцата и Великото Слънце. Най-важната церемония е на Великата царевица (подобна на крикския Танц на зелената царевица). Други важни церемонии се провеждат при жертвоприношения и смърт. Мъртвите Слънца първо са поставяни в храма и след това погребвани наблизо. Мъртвите благородници са поставяни на платформа, а обикновените хора са погребвани в земята. Къщите на мъртвите са изгаряни. Вярата в задгробния живот е подобна на християнската, с нещо като ад и рай. Има свещеничество, чиито членове бръснат главите си.
Като цяло работата е равномерно разпределена между половете. Мъжете извършват обща съвместна работа като лов, риболов, война, строителството на домове и правенето на канута и оръжия. Жените работят самостоятелно. Изработват керамика и кошници, шият дрехи, изработват разни неща и се грижат за домакинството. Мъжете се хранят преди жените и като цяло се радват на по-висок статус. Всеки над тригодишна възраст се къпе поне веднъж дневно.
Дрехите и накитите на хората имат за цел да покажат разликите в ранга. Обикновено мъжете носят набедреник, а жените поли. Децата ходят голи. И двата пола боядисват и татуират лицата и телата си.
Войната е едно от основните средства за социален напредък. Има три класа войни, които са ръководени от главния военачалник.
През 30те години на контакт французите не успяват да оставят по-подробни данни за живота, културата, езика и обичаите им. Кратките данни, които ги има идват главно от хрониките на Де Сото и от описанията на някои френски изследователи. Това, което се знае, се изследва и допълва от учените. Така например за натчез и таенза се знае със сигурност, че са говорели един език. За авойел само се предполага, че са говорели същия език и то само заради тесните им връзки с таенза, а не че има някакви доказателства.
Днес, в началото на 21 век и трите племена са изчезнали, но техни потомци живеят сред криките и чоктите в Оклахома и сред Туника – Билокси в Луизиана, както и сред чероките в Северна Каролина.